# Radio RTR
Radio RTR, in precedenza nota come Radio Rumantsch, è l'emittente pubblica radiofonica svizzera in lingua romancia della RTR per la Svizzera retoromanza. Ha iniziato la prima trasmissione in romancio nel 1925, ma venne solamente creata nel 1954.

## Loghi

1985-1994[senza fonte]
1994-1998[senza fonte]
1998-2004[senza fonte]
Logo utilizzato fino al 31 dicembre 2010
Logo utilizzato fino al 2019
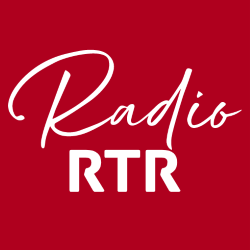
Logo attuale